# デジロ

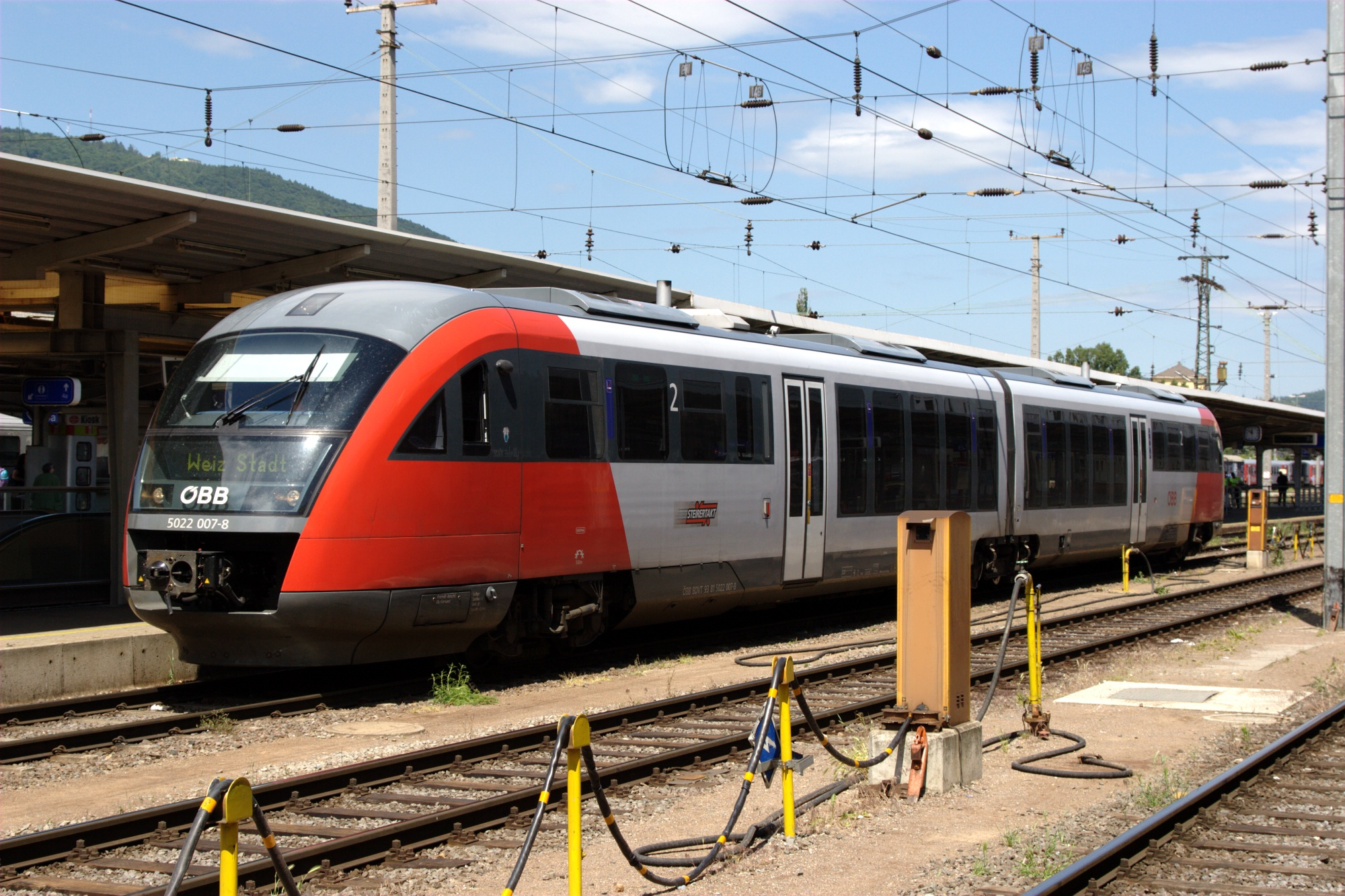
オーストリアのグラーツでのデジロ

デジロ（Desiro）は、ドイツのシーメンスが製造するモジュラー式鉄道車両のブランド名である。「デジロ」は英語のDesire(意志)に由来する造語である。
デジロは気動車としても電車としても製造できる。一般的には2両か3両の編成を基本とする。製造された各車両には多くの相違点があるが、基本的な車体設計は同一である。多くのヨーロッパ諸国で一般的となっている軽量のモジュラー式車両の新しい世代に属し、しばしば「ライトトレイン」と呼ばれている。製造費用も運用費用もかなり安くできている。加速性能のよさのため、駅間距離の短い近郊列車の運用に適している。しかし旅客の快適さに欠けているとしばしば批判されている。

## デジロクラシック

### オーストリア
オーストリア連邦鉄道（オーストリア国鉄）では、2005年より5022形気動車を導入し60編成を運用している。ドイツ鉄道の642形を基に保安装置の変更を行っている。

### ブルガリア
2005年と2006年にブルガリア国鉄はデジロの運行を始めた。25編成のディーゼル気動車でシーメンスにとって総額6700万ユーロの契約になった。2006年3月22日から納入された16編成は、ソフィア - Kyustendil - ソフィア線で運行されている。他の1億1700万ユーロの商談では25両の電車が2007年末までに納入される予定である。これらの電車は、ブルガリア国鉄とシーメンスが合弁会社を設立する予定になっているヴァルナで組み立てられることになっている。

### ドイツ

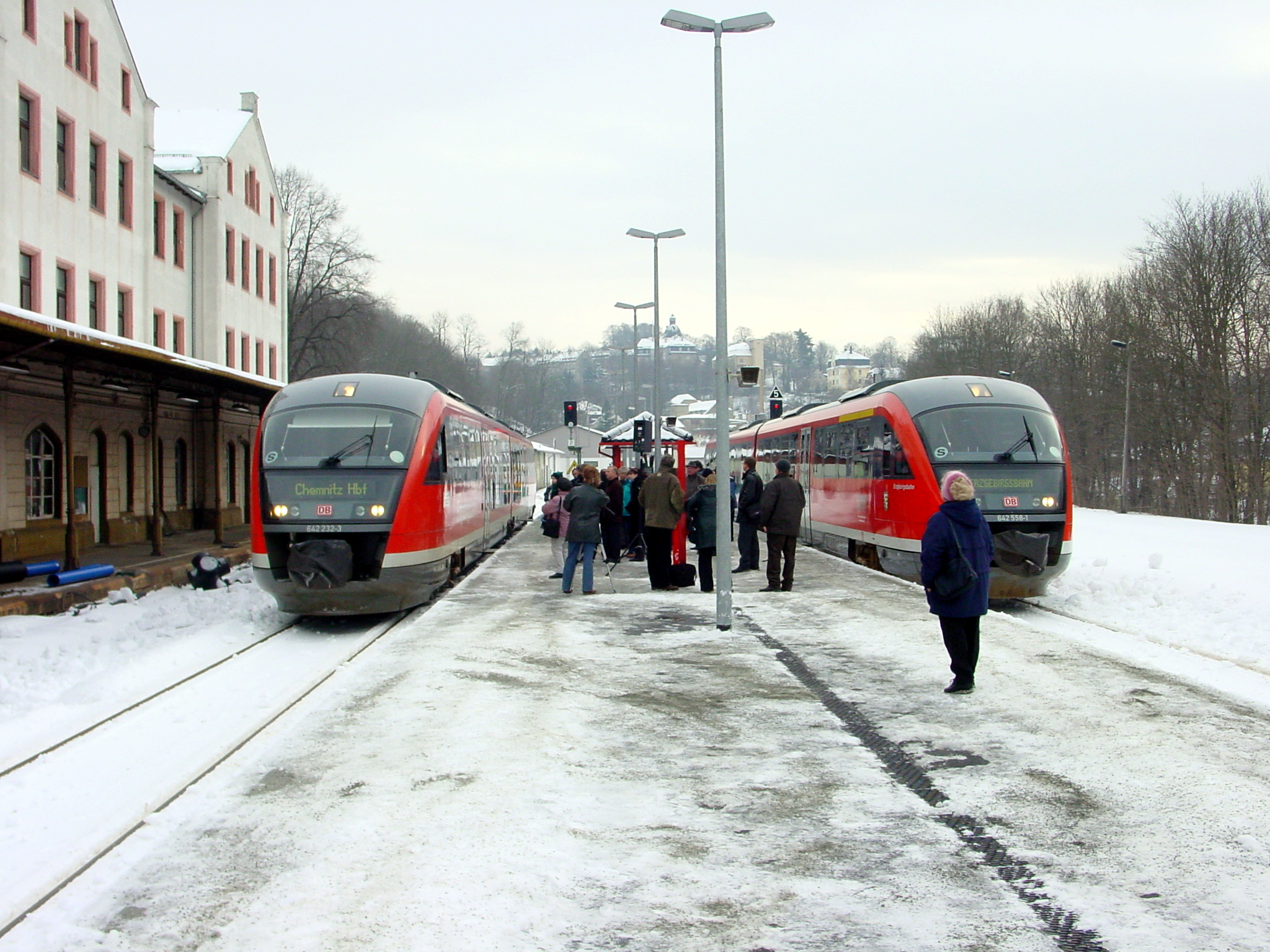
2編成の642形気動車が並ぶ様子

ドイツのドイツ鉄道は、2両編成のデジロ気動車を2000年に普通列車用に導入した。最高速度は120km/hの642形は、主に支線や近郊線で運行される。2007年までにドイツ鉄道が購入した234両のほかに、多くのドイツの私鉄でも同様にデジロ気動車を運用している。
642形は、それぞれ275kWまたは315kWの2台のMAN製ディーゼルエンジンと、リターダ付きの液体変速機を搭載している。座席定員は典型的なもので100人である。シャルフェンベルク式連結器で最大3編成まで連結して運行することができる。加速性能がよいため多くの旅客にとても人気がある。462形は、多くのプッシュプル方式の列車を置き換えてミューグリッツ鉄道 (Müglitzbahn) のように所要時間を短縮し、旅客の増加に貢献している。
当初、ドイツ鉄道では複数メーカーから購入した気動車を共通運用することを意図していたが（ボンバルディア製の643形など）、連結自体は可能でも運行はソフトウェアの互換性の問題で不可能であることが判明した。

### ギリシャ

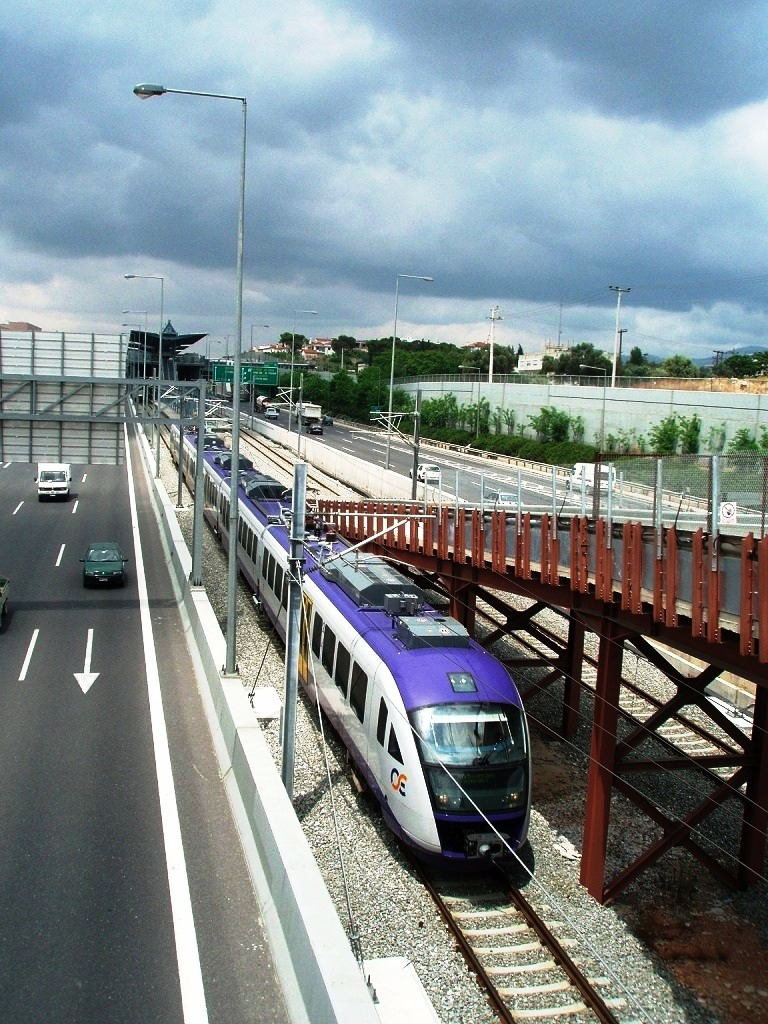
アテネ空港の近郊輸送に就くデジロ電車

ギリシャでは、8両のデジロ気動車をギリシャ鉄道が2004年から2005年に掛けて暫定的に運用し、また2007年に再度アテネ - ハルキス、アテネ - カランバカ、アテネ - コリントス、アテネ - アテネ国際空港間の運行に用いられた。その後所有者であるヘレニック造船所に返却され、国外に売却された。
ギリシャ鉄道では他に20両の25 kV架空電車線方式のデジロ電車を運用している。Nerantziotisa - アテネ国際空港間の近郊輸送と、新しく電化されたテッサロニキ - ラリサ間の本線区間の各駅停車（近郊運転と案内されている）に用いられている。

### ハンガリー
ハンガリー国鉄では23両のデジロ気動車が運用されており、主にブダペスト - エステルゴム間の路線の近郊輸送と、週末のブダペスト - バヤ (Baja)、ブダペスト - シャートルアイヤウーイヘイ (Sátoraljaújhely) の都市間列車に用いられている。

### マレーシア
クアラルンプール国際空港へ連絡するKLIAエクスプレスとKLIAトランジットで4両編成のデジロET425M形電車が用いられている。12編成が運行されている。
- 8編成がKLIAエクスプレスのKLセントラル駅 - クアラルンプール国際空港のノンストップサービスに用いられている。
- 4編成がKLIAトランジットの5駅に停車する運用に用いられている。

この電車の営業最高速度は160 km/hとなっている。

### ルーマニア
ルーマニアの国有鉄道会社であるルーマニア鉄道 (CFR) はデジロの大口ユーザーである。CFRでは近代化を進行中で、多くのデジロを購入して各種の列車、"Rapid"、"Accelerat"、"Personal"都市間輸送などに用いているが、主に急行の"Rapid"で用いている。長距離輸送向けに投入されたが快適性の問題から評判が悪く、後に短中距離向けに連用する改造を行っている。例えば、ブカレストとイルフォヴ県を結ぶ提案されている通勤路線で運用することが提案されている。

### スロベニア
スロベニア鉄道は、DESIRO EMG 312 SR 31Eとして設計されたデジロ電車を運用している。主にリュブリャナとマリボルの周辺やこれらを結ぶ以下のような路線の各駅停車の通勤列車として使用されている。
- リュブリャナ （- リティヤ、- Zidani Most、- セヴニツァ） - Dobova
- リュブリャナ - マリボル
- リュブリャナ - イェセニツェ
- リュブリャナ （- セジャーナ） - コペル

### アメリカ合衆国

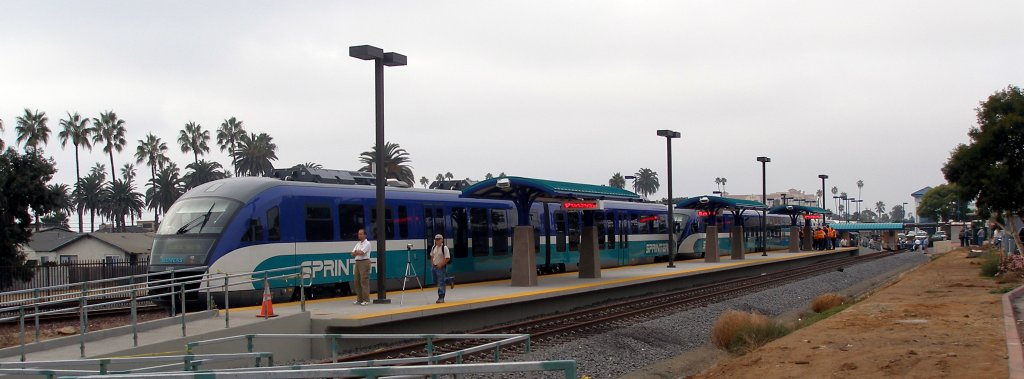
スプリンターのデジロ、オーシャンサイド・トランジット・センターにて2007年11月3日撮影

アメリカ合衆国カリフォルニア州サンディエゴ郡北部で、オーシャンサイドとエスコンディドを結ぶ35 キロメートルの鉄道路線で運行されているスプリンター (Sprinter) では、2006年8月に事業者であるノース・カウンティー・トランジット・ディストリクト (North County Transit District) に納入された12編成の2両連結VT642デジロ気動車が用いられている。運行は2008年3月9日に始まり、15の駅がある。

## デジロML

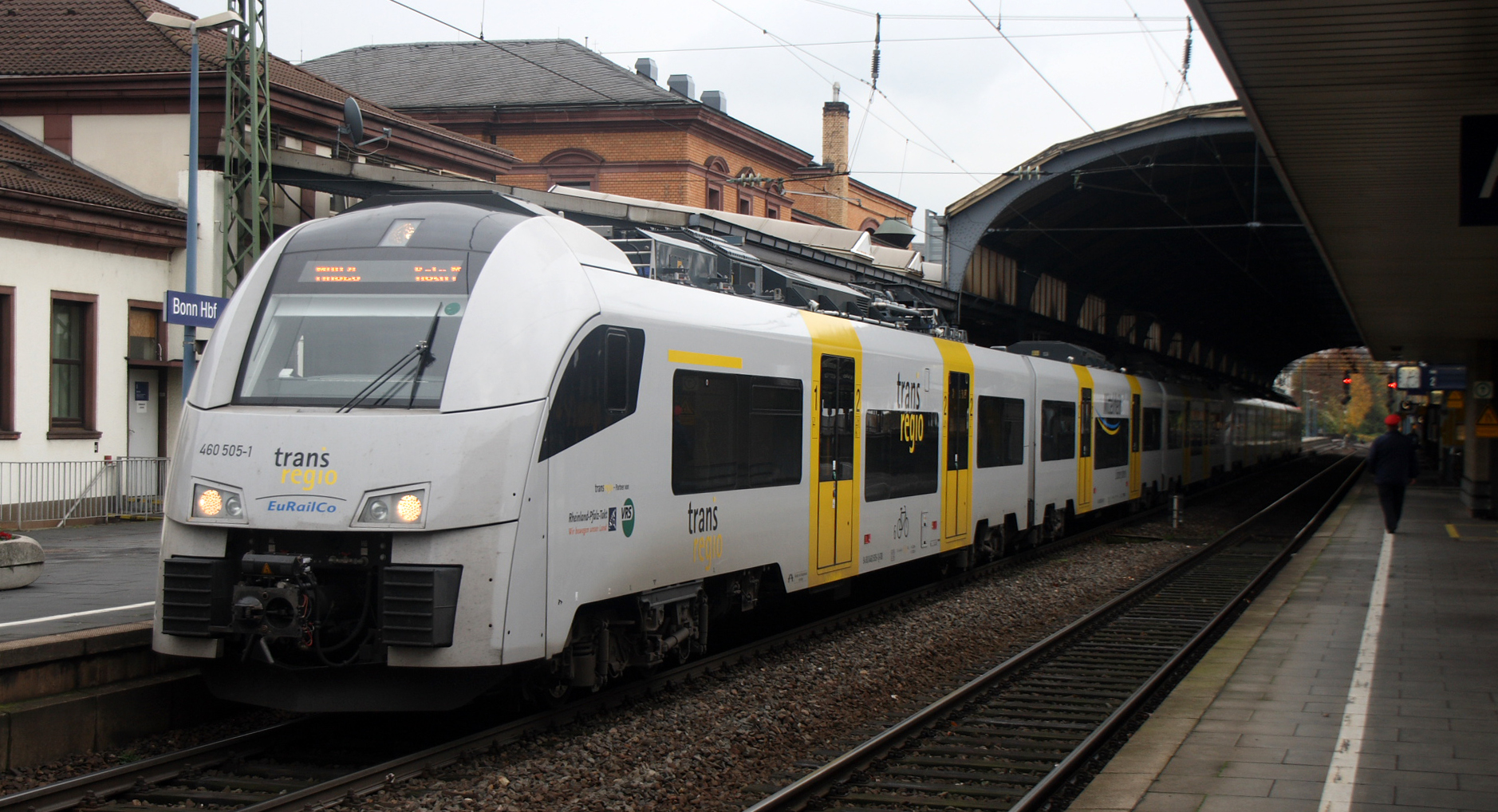
デジロML

デジロの幹線向けモデル。デジロクラシックと異なり連接構造は採用していない。末尾のMLはmainline（本線、幹線）の略称に由来する。

## デジロRUS

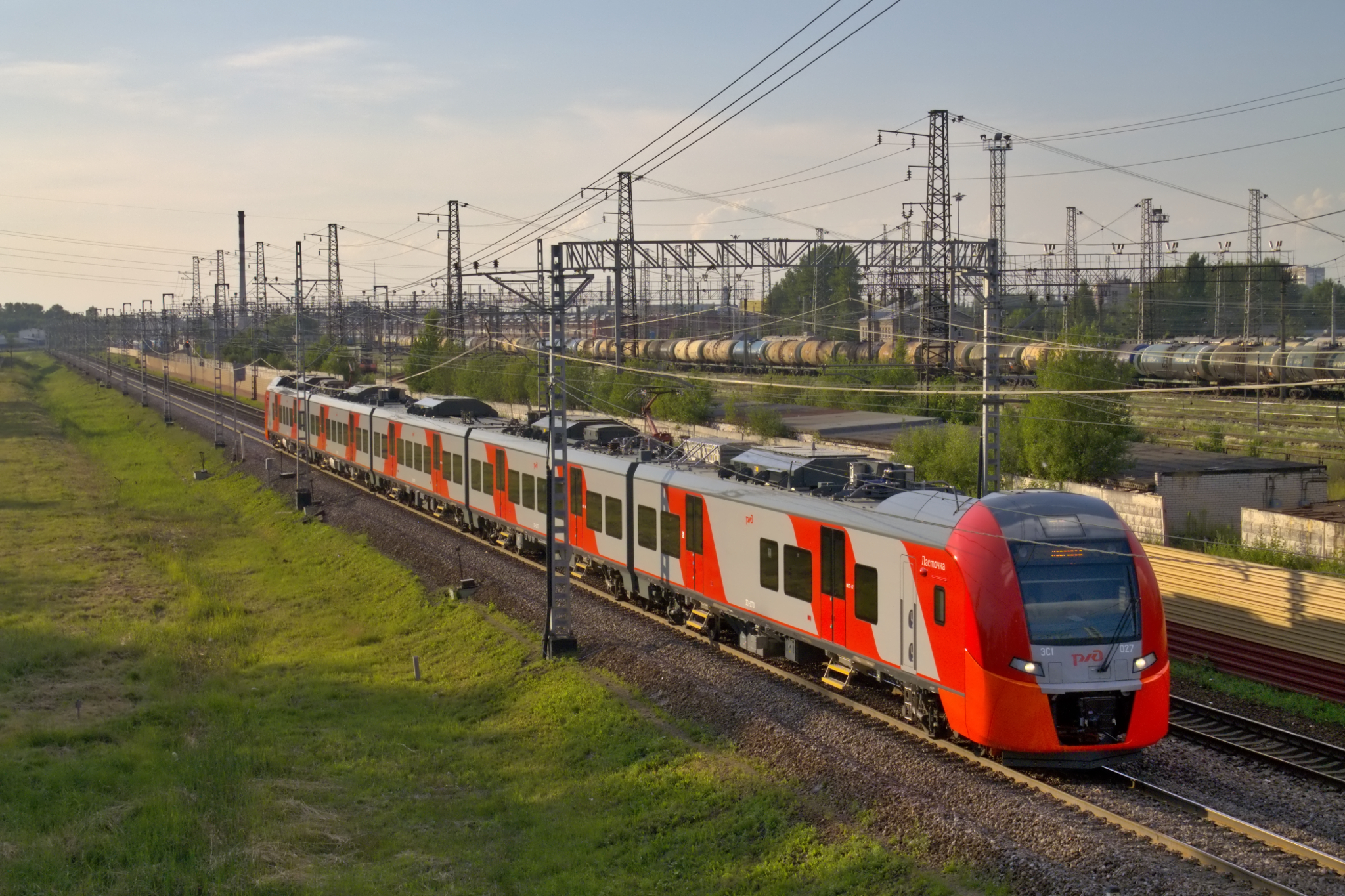
デジロRUS(ラースタチカ)

デジロのロシア向けモデル。デジロMLと同様に連接構造は採用していない。

## デジロDouble Deck

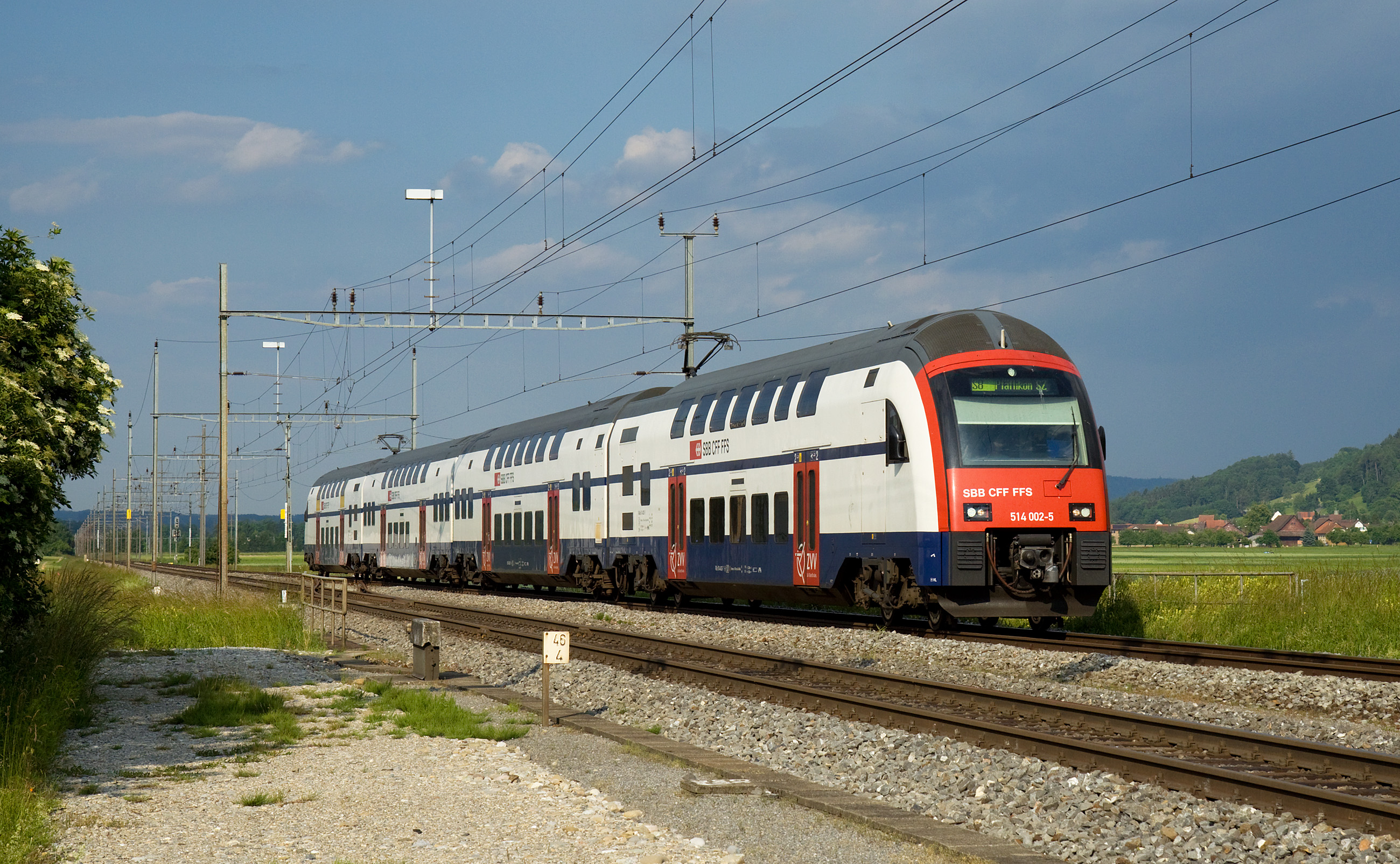
デジロDouble Deck

デジロの2階建てモデル。チューリッヒの都市圏列車「チューリッヒSバーン」用に製造された。

## デジロHC
デジロの幹線向けモデル。動力付きの先頭車が二階建ての付随車を挟む形の編成を組み、デジロMLなどそれまでのモデルよりも定員数が多くなっている。「HC」は「High Capacity」の略。2014年に開催された「イノトランス2014」で発表され、ライン・ルール・エクスプレス(de:Rhein-Ruhr-Express)向けに82編成が製造される事が決まっている。

## デジロUK
デジロUKはイギリスの鉄道会社向けのモデルで、前述したライトトレインと呼ばれる派生車両と気動車・電車ともに全く異なる設計となっている。これらの車両には、汚物タンク、人間工学に基づいて設計された座席、音声案内などの現代的な設備を備えている。

### イギリス
| 形式  | 運行事業者                         | 運用開始 | 編成数 | 動力       | 編成両数 | 扉構造 | 貫通路 |
| ----- | ---------------------------------- | -------- | ------ | ---------- | -------- | ------ | ------ |
| 185形 | トランスペナイン・エクスプレス     | 2006年   | 51     | ディーゼル | 3        | 両開き | 非貫通 |
| 350形 | ウェスト・ミッドランズ・トレインズ | 2004年   | 30     | 交直流     | 4        | 両開き | 貫通   |
| 350形 | ウェスト・ミッドランズ・トレインズ | 2008年   | 57     | 交流       | 4        | 両開き | 貫通   |
| 360形 | グレーター・アングリア             | 2003年   | 22     | 交流       | 4        | 両開き | 非貫通 |
| 360形 | TfLレール                          | 2005年   | 5      | 交流       | 5        | 両開き | 貫通   |
| 380形 | アベリオ・スコットレール           | 2010年   | 38     | 交流       | 3／4     | 両開き | 貫通   |
| 444形 | サウス・ウェスタン・レールウェイ   | 2004年   | 45     | 直流       | 5        | 片開き | 貫通   |
| 450形 | サウス・ウェスタン・レールウェイ   | 2003年   | 127    | 直流       | 4        | 両開き | 貫通   |

#### 形式別概説

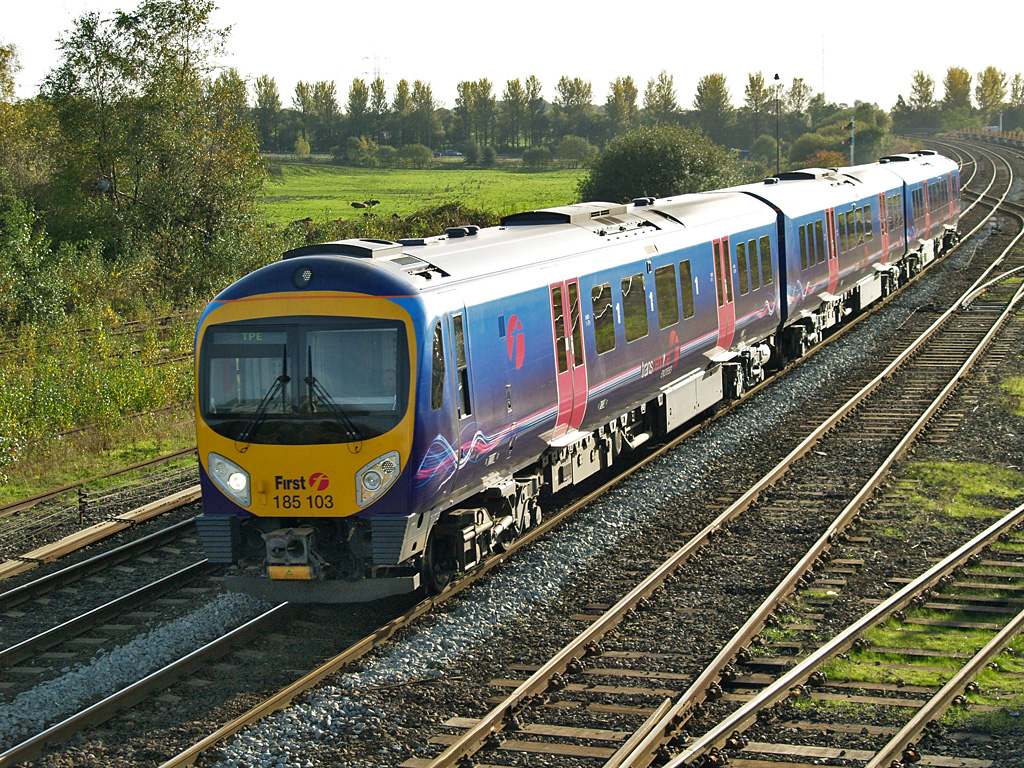
185形気動車

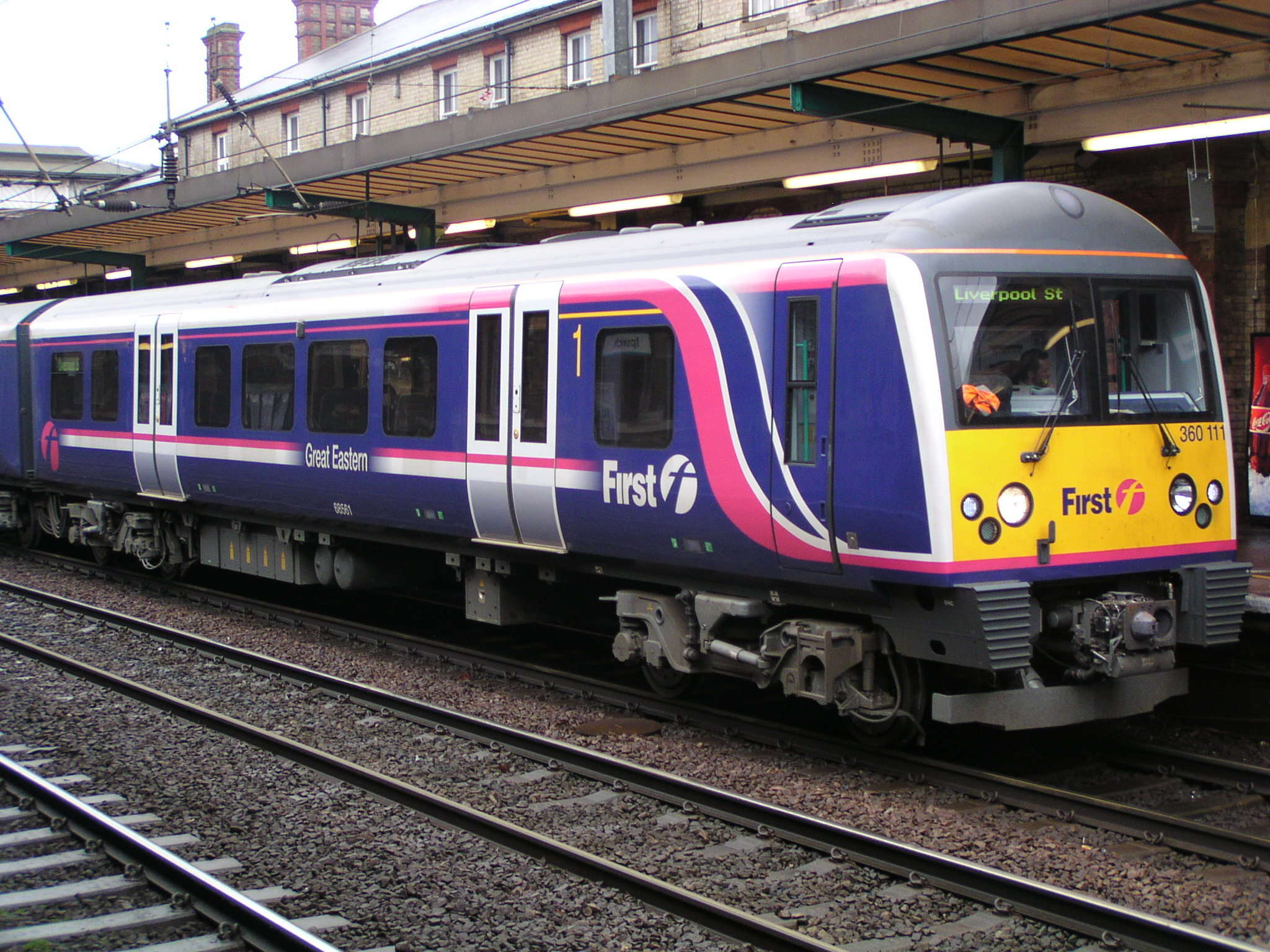
360形電車（イプスウィッチ）

185形
185形は北部イングランドを横断するファースト・トランスペナイン・エクスプレス運行の都市間列車向けの気動車編成として、2006年より3両編成51本が導入されたデジロUKとして初の気動車である。現在は後継のトランスペナイン・エクスプレスの下、同社が運行するすべての路線で使用されている。
350形
西海岸本線の近代化の一環として、戦略鉄道庁は350/1形30本を同線の各駅停車用として発注した。これらはセントラル・トレインズおよびシルバーリンクの下、2004年に運行を開始した。なお、これらは当初450形として発注されていたものであり、交直両用仕様である。
セントラル・トレインズとシルバーリンクの350/1形はともにロンドン・ミッドランドに引き継がれたが、同社の下では2008年から2009年にかけて37編成が、2013年から2014年にかけて10編成が追加で導入された。前者は350/2形、後者は350/3形と区分され、後者と同時期にはファースト・トランスペナイン・エクスプレスにも10本の350/4形が導入された。これらはすべて交流専用電車である。
ロンドン・ミッドランドのあとを継いだウェスト・ミッドランズ・トレインズはファースト・トランスペナイン・エクスプレスの後継にあたるトランスペナイン・エクスプレスから同社の350/4形すべてを譲り受けた。現在は350形全車両にあたる4両編成87本が在籍し、同社のロンドン・ノースウェスタン・レールウェイブランドで使用されている。
360形
イースト・アングリアの鉄道事業者であるファースト・グレート・イースタンは360形4両編成21本を2003年に導入した。
また、パディントン駅とロンドン・ヒースロー空港を結ぶ各駅停車の列車を運行するヒースロー・コネクトも2005年6月から4両編成（後に5両編成化）5本を導入した。
これらは現在、後継のそれぞれグレーター・アングリアとTfLレールによって運行されている。
380形
380形はファースト・スコットレール向けに発注され、2009年から2011年にかけて3両編成22本・4両編成16本の計32編成が投入された。現在は後継のアベリオ・スコットレールによって使用されている。
444形
444形は、サウス・ウェスト・トレインズが運行するイングランド南西方面の長距離都市間輸送向けに2004年に5両編成45本が投入された。同社の450形と同じく直流750Vの第三軌条方式であるが、1両の全長は23メートルと長く（標準は20メートル）、片開き扉で長距離輸送に適した設備を有している。最高速度は160 km/hであるが、導入当初は136 km/hに制限されていた。近郊用の450形とは塗装も前面形状も異なり、444形には貫通路を連結するためのスプリングを収める窪みがない。
サウスウエスト・トレインズの運転士の間ではロニー・バーカー (Ronnie Barker) のテレビコメディ、オープン・オール・アワーズ (Open All Hours) のキャラクターにちなんでアークライツ (Arkwrights) と愛称を付けられている。これは形式名が数字4の3回繰り返しであり、運転士がしばしば故意にどもって発音するからである。
編成は制御電動2等車 (DMSO) + 付随2等車・トイレ付き・自転車対応 (TSOLB: Trailer Second Open Lavatory Bicycle) + 付随2等車・トイレ付き・自転車対応 (TSOLB) + 付随2等・食堂・ビュフェ・トイレつき・車椅子対応 ((P)TOSRMBLW: Trailer Open Second Restaurant Micro Buffet Lavatory Wheelchair) + 制御電動1等2等合造車・トイレつき (DMCL: Driving Motor Composite Lavatory) の順となっている。
現在は後継のサウス・ウェスタン・レールウェイによって運行されている。
450形
450形は英国型デジロで最初の納入形式であり、サウス・ウェスト・トレインズが運行するウォータールー駅からアルトン (Alton, Hampshire)、ベイシングストーク (Basingstoke)、ハンプシャーとドーセットの海岸方面への通勤・近郊列車向けに発注された。直流750Vの第三軌条方式を採用する。 4両編成127本が製造され、2003年に運用を開始した。後に17編成が追加納入され、2006年末から2007年にかけて運用に投入された。
編成は制御電動2等車 (DMSO: Driving Motor Second Open) + 付随1等2等合造車・トイレつき (TCOL: Trailer Composite Open Lavatory) + 付随2等車・トイレつき・車椅子対応・自転車対応 (TOSLWB: Trailer Open Second Lavatory Wheelchair Bicycle) + 制御電動2等車 (DMSO) の構成である。
450形は長距離型の444形との併結も可能である。450形2編成、450形3編成、444形2編成、450形+444形各1編成の4形態が広く見られる。
現在は後継のサウス・ウェスタン・レールウェイによって運行されている。

### タイ

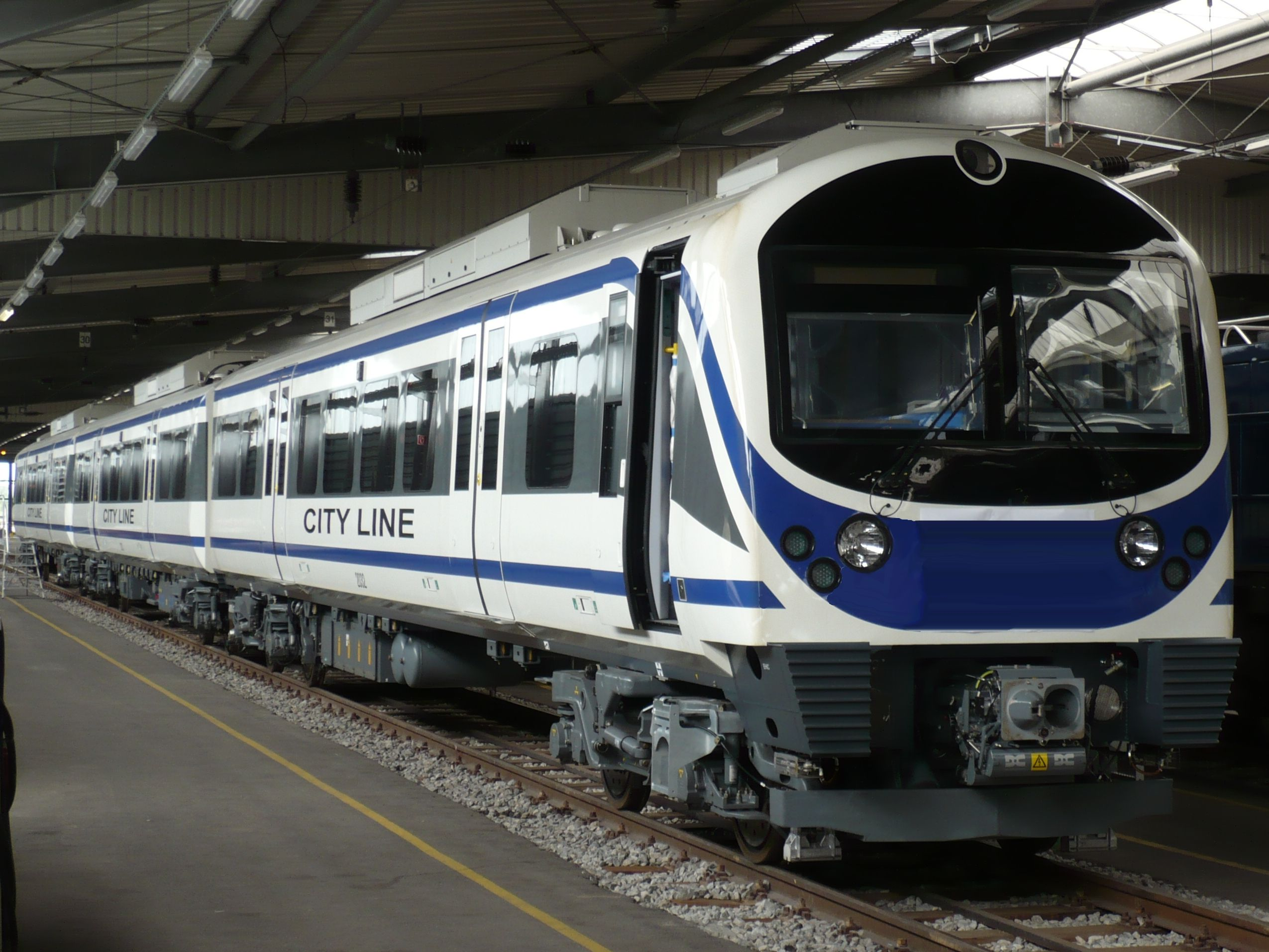
スワンナプーム空港連絡鉄道用のデジロ

ヒースロー・コネクトで用いられている360形電車をベースにした、9編成の交流25 kVのUK型デジロ電車がバンコクのスワンナプーム国際空港への連絡鉄道（エアポート・レール・リンク）で用いられている。

## デジロシティ
デジロUKに代わる、イギリスの鉄道車両向けモデル。デジロMLの技術を活かし、車両重量や消費エネルギーの削減が実現しているほか、機械的仕事を電線内の電気信号で制御する「フライ・バイ・ワイヤ」システムに対応している。
| 画像 | 形式  | 運行事業者                           | 運用開始 | 編成数 | 動力   | 編成両数             | 扉構造 | 貫通路          | 出典  |
| ---- | ----- | ------------------------------------ | -------- | ------ | ------ | -------------------- | ------ | --------------- | ----- |
|      | 700形 | ゴヴィア・テムズリンク・レールウェイ | 2016年   | 115    | 交直流 | 8（700/0） 12(700/1) | 両開き | 非貫通          | [ 6 ] |
|      | 707形 | サウス・ウェスタン・レールウェイ     | 2015年   | 30     | 直流   | 5                    | 両開き | 非貫通          | [ 7 ] |
|      | 717形 | ゴヴィア・テムズリンク・レールウェイ | 2018年   | 12     | 直流   | 6                    | 両開き | 貫通 （非常扉） | [ 8 ] |